# Хаггі Ваггі
Хаггі Ваггі (англ. Huggy Wuggy ; від англ. to hug — «обіймати») — персонаж хорор-гри Poppy Playtime, що вийшла в жовтні 2021.

## Історія
Хаггі Ваггі є антагоністом хорор-гри Poppy Playtime. Це антропоморфна істота, має синє хутро, трикутну голову та величезну посмішку з кількома рядами гострих зубів. Спочатку він був доброзичливим, але через аварію на фабриці став полювати на головного героя.
Вперше гравець зустрічає Хаггі Ваггі в центрі кімнати, коли той відчиняє двері у вестибюль. Гуманоїдна істота починає гнатися за головним героєм після того, як він відновлює живлення панелі керування. Хаггі Ваггі заганяє гравця в глухий кут, і головний герой ламає конвеєр, через що антагоніст падає в урвище.
Але в кінці 4 частині бачимо що пережив падіння але сильно ушкоджений та без половини лівої руки але показує що готовий напасти на гравця і можливо що в 5 частині буде другорядними антагоністом. 

## У культурі
Хаггі Ваггі став персонажем мемів. Найпопулярніший з'явився завдяки ютуберу Скорті. Він грав у модифікації, що дозволяють додати до гри GTA V модель Хаггі Ваггі. Один із них був спалений, на що Скорті сказав: «У нас зник синій Хаггі Ваггі».

## Оцінки
У The Village назвали Хаггі Ваггі: "Улюбленим монстром зумерів і головним мемом у TikTok ". У Medialeaks вважають, що він: «Перетворився з кровожерливого монстра на чарівного героя».